# Silvermannen
Silvermannen är en svensk miniserie, en thrillerkomedi med science fiction-inslag från 1996, efter manus av Ulf Malmros, Vasa och Kjell Bergqvist i regi av Malmros. Bergqvist spelar huvudrollen Silvermannen.

## Handling
Serien utspelar sig i en nära framtid där en energiransonering plötsligt införts. Detta påverkar staden Bläcksjön, där en fejd mellan två läger delar upp samhället: Ska den elektricitet man har fått tilldelad användas till nöjesfältet eller fotbollsplanen? 
En mystisk man med minnesförlust, Silvermannen, dyker plötsligt upp i orten, Han visar sig snart vara den sedan flera år försvunne miljonären John Christiansson, och snabbt blir han besatt av att lösa ortens problem. Hans metoder för att göra detta är okonventionella, exempelvis bränner han upp sina pengar och håller ett tal från ett hustak. 
Via omvägar får ortsborna veta att ett antal andra tidigare försvunna förmögna människor oväntat kommit tillbaka på flera platser kring jorden. 

## I rollerna (urval)
- Kjell Bergqvist - Silvermannen/John Christiansson
- Anneli Martini - Henrietta Denander
- Carl Kjellgren - Conny Blom
- Vanna Rosenberg - Kristina
- Göran Thorell - Måns
- Per Graffman - Holmgren
- Gert Fylking - Roy
- Jacqueline Ramel - Mona
- Camilla Lundén - Kajsa
- Sara Key - Eva
- Jacob Nordenson - Säljaren
- Margareta Pettersson - Vårdbiträdet
- Anna Westerberg - Konditoribiträdet
- Vasa - Långa Modset